# دوري سلوفينيا لكرة القدم 1997–98
دوري سلوفينيا لكرة القدم 1997–98 (بالإيطالية: Prva slovenska nogometna liga 1997-1998)‏ هو الموسم 7 من  دوري سلوفينيا لكرة القدم. أقيم خلال الفترة 3 أغسطس 1997 وحتى 7 يونيو 1998، والذي يشرف على تنظيمه اتحاد سلوفينيا لكرة القدم، وكان عدد الأندية المشاركة فيه  10، وفاز فيه نادي ماريبور.